# David Ben-Gurion
David Ben-Gurion (jiddisch: דוד יוסף גרין)  (Płońsk, 16 d'octubre de 1886 - Ramat Gan i Jafa, 1 de desembre de 1973), ( ? i  escolteu-ne la pronunciació en hebreu), fou un líder sionista, sindicalista, periodista, polític i estadista israelià. Fou el primer primer ministre d'Israel (1948-1954 i 1955-1963). De personalitat emblemàtica i amb un fort carisma, se'l considera un dels principals mentors de l'Estat jueu. En el seu primer mandat, proclamà oficialment la independència de l'Estat d'Israel el 14 de maig de 1948.

## Infància i adolescència
Nascut David Grün a la vila de Płońsk (avui Polònia i, aleshores, part de la Rússia tsarista), va ser educat de petit en un «héder» (institució tradicional d'estudis jueus primaris amb orientació religiosa). El seu pare, Avigdor Grün, era un advocat, mestre d'hebreu i un líder del Hovevé Tsiyyon, organització embrionària del moviment sionista. Posteriorment, i orfe de la seva mare Scheindel als 11 anys, va passar a estudiar a una escola fundada pel seu propi pare, qui li va inculcar la seva avidesa pel renaixent hebreu, les seves conviccions sionistes i socialistes i la seva passió per la cosa pública. La influència paterna, junt amb els aires de profund antisemitisme que campaven a l'Europa Oriental de principis del segle xx i que tenien un dels punts àlgids al pogrom de Chişinău el 1903, van contribuir també a forjar la seva visió de la vida.
Sent encara molt jove, va fundar, juntament amb un grup d'amics de la seva Płońsk natal, un moviment juvenil jueu, «Ezra», que preparava els joves sionistes disposats a emigrar a Palestina en l'aprenentatge de les feines agrícoles i de l'hebreu. A 18 anys es va traslladar a Varsòvia i es va sumar a les files del partit polític sionista socialista «Poalé Tsiyyon» (de l'hebreu, "obrers de Sió"), i fou arrestat dues vegades en temps de la Revolució de 1905. El 1906, amb 20 anys, va decidir consumar el seu ideal sionista emigrant a Palestina, aleshores sota domini de l'Imperi Otomà, en l'anomenada Segona Aliyà o onada d'immigració sionista.

## Primers anys a Palestina i exili
Una vegada a Palestina, fidel a les seves conviccions sionistes i socialistes, segons les quals el jueu havia de tornar a les seves arrels i al treball de la terra i, per predicar amb l'exemple, es va dedicar durant uns anys a l'agricultura, primerament a les plantacions de cítrics de Pétah Tiqvà i a les vinyes de Zikhron Yaaqov, per passar després a Galilea. Es va establir successivament en els assentaments de Sejera (Ilaniya), Menahemya i Kinneret. Paral·lelament, va seguir desenvolupant la seva activitat pública, afiliant-se el 1906 al partit «Poalé Tsiyyon» de Palestina, que esdevindria amb el pas dels anys el Partit Laborista Israelià, del qual més endavant exerciria el lideratge durant molts anys. Als seus esforços es va deure, el 1907, la reforma de la plataforma del partit que va incorporar la crida a la "independència política del poble jueu en aquesta terra". El 1909 va ser un dels promotors i fundadors de l'organització hebrea «ha-Xomer» (de l'hebreu, "el sentinella"), un grup de voluntaris armats destinat a defensar els assentaments jueus dels bandits i malfactors. El 1910 fou un dels fundadors i primers editors del diari del seu partit, «Ahdut» (en hebreu, "unió"), en què va començar a signar els seus articles amb el nom de David Ben-Gurion, inspirat en Yossef Ben-Gurion, historiador medieval que va estudiar la rebel·lió dels jueus contra els romans (anys 66-73).
La revolta dels Joves Turcs de 1908 i la seva consegüent promesa d'un canvi renovador a l'anquilosada política otomana, va portar el jove Ben-Gurion a dipositar les esperances del moviment sionista en els nous polítics turcs. Va ser així com, el 1912, va prendre la decisió d'estudiar dret a la Universitat d'Istanbul juntament amb Ben-Tseví, no sense abans passar una temporada a Salònica per tal d'aprendre turc. Durant la seva estada a la capital del ja decadent Imperi Otomà, va voler ser elegit diputat i encara ministre, per promoure la lliure immigració jueva a Palestina, coartada i retallada pel govern Osmanlí. Però l'esclat de la Primera Guerra Mundial va avortar els seus plans: els seus estudis de dret es van veure truncats, i fins i tot les autoritats otomanes el van acusar d'agitador pro-sionista i, en ocasió d'unes vacances a Palestina, el van expulsar junt amb Ben-Zvi a Egipte, i d'allà es va exiliar als Estats Units, on va arribar el 1915.
Durant la seva estada a Nova York, que es va perllongar fins al desembre de 1918, va conèixer Paula Munweis, d'origen rus, amb qui es va casar el 1917 i va tenir 3 fills. Va ser la seva companya de tota la vida. Ben-Gurion no va parar en cap moment la seva activitat pública; en aquest marc va estar entre els fundadors del moviment sionista «Hehaluts» (de l'hebreu, el pioner). Després de la derrota i posterior desmembrament de l'Imperi Otomà, amb l'arribada dels britànics a Palestina i la declaració de suport a la causa sionista del ministre anglès d'Exterior Lord Arthur Balfour el 1917 va lluitar també pel reclutament de la joventut sionista a la Legió Jueva (cos de voluntaris de l'exèrcit anglès), al qual ell mateix es va sumar com a part del 38è batalló de la «Legió Jueva». No menor importància van tenir els aires de llibertat i democràcia que va respirar als Estats Units per primera vegada en la seva vida, que van deixar una profunda impressió en el seu esperit i que van influir posteriorment al llarg de la seva trajectòria.

## De tornada a Palestina
Durant la seva tornada a Palestina, paral·lelament a l'entrada triomfal de les forces britàniques comandades pel general Edmund Allenby, a les darreries del 1918, es va dedicar en cos i ànima a la creació gradual de les institucions, que permetrien en el seu dia la concreció del somni sionista de Ben-Gurion: la creació d'un Estat jueu independent i sobirà a la Terra d'Israel. Així, va ser un dels fundadors, el 1920, de la Histadrut, la confederació sindical de treballadors hebreus d'Israel, institució que va portar amb mà fèrria -i fins i tot despòtica- com a secretari general, des de 1921 fins a 1935. Sota el comandament de Ben-Gurion, la Histadrut va esdevenir una poderosa corporació econòmica, propietària de fàbriques, cooperatives agrícoles i de producció, serveis de salut i, fins i tot, del seu propi banc, ha-Poalim (en hebreu, "els treballadors"), que va oferir, en el seu conjunt, la infraestructura econòmica i política del que es va anomenar «l'Estat en camí», i que van dominar l'escena econòmica del país durant diverses dècades.
Així mateix, va conduir el 1933 la fusió dels diferents partits polítics d'orientació sionista, laica, i socialista en el partit Mapai, que més tard esdevindria el Partit Laborista Israelià, per les seves sigles en hebreu, del qual va ser secretari general durant més de cinc lustres.
El 1935 fou elegit president de l'executiu de l'Agència Jueva, la Sokhnut, virtual poder executiu de l'«Estat en camí» i veritable «Estat paral·lel» al Mandat britànic, càrrec que ocuparia fins a la mateixa creació d'Israel, el 14 de maig de 1948.

## Camí de l'Estat d'Israel
Al comandament dels designis de la comunitat jueva a Palestina des de 1935, Ben-Gurion es va dedicar a la consolidació del futur estat jueu, contribuint en gran manera a establir les línies que el caracteritzarien fins al dia d'avui.
La seva visió del conflicte àrab-jueu va ser gairebé sempre pragmàtica. A mitjan 1937 Ben-Gurion va acceptar (almenys de facto), el principi de la partició de Palestina proposat per la comissió britànica investigadora dels disturbis àrabs iniciats el 1936, presidida per Lord Earl Peel, i es mostrà disposat a conformar-se amb un estat que ocuparia el 20% de la històrica terra d'Israel. La proposta va ser recolzada per Chaim Weizmann i Moshe Sharett (futurs president i primer ministre d'Israel respectivament) i rebutjada per Zeev Jabotinski, Berl Katzenelson i Golda Meïr, entre d'altres. Pragmàtica també va ser la seva resposta a la revolta àrab de 1936, que es va perllongar fins a 1939: Ben-Gurion va ser un ferm partidari d'una resposta moderada que evités l'escalada de violència, i va cridar a evitar la pèrdua de vides innocents, l'Haganà, organització de defensa jueva lligada a la Histadrut. Durant aquest període va tenir una política d'autocontenció havlagà cap a les agressions àrabs, fet que va dividir encara més els sectors oficials d'orientació d'esquerres i els sectors dissidents revisionistes com l'Irgun.
Amb la publicació del Llibre Blanc el 1939, Gran Bretanya establia fortes restriccions a la lliure immigració jueva a Palestina, i grans traves a l'adquisició de noves terres a mans de jueus. En concret, s'establia un límit de 15.000 immigrants els cinc primers anys i els contingents posteriors haurien de ser negociats amb els àrabs. Ben-Gurion va abandonar la seva coneguda política de cautela i gradualisme, per adoptar una ferma línia activista davant el Mandat anglès. Durant la Segona Guerra Mundial la seva estratègia enfront del conflicte creat entre la ferma oposició hebrea a les restriccions britàniques, i el fet que la Gran Bretanya combatia contra l'Alemanya nazi, va ser resumida succintament en la seva afirmació que els sionistes «combatrien contra els nazis com si no existís el Llibre Blanc, i combatrien el Llibre Blanc com si no hagués guerra». Després de la guerra, va desafiar l'autoritat britànica organitzant la campanya massiva d'immigració il·legal, i va buscar expandir de facto les fronteres del futur estat, creant ràpidament nous assentaments jueus a moltes parts del país. Així mateix unificà la defensa dels territoris i pressionà a diferents països occidentals perquè venguessin artilleria, avions i altre armament pesant als jueus.
El 1946 Ben-Gurion estava d'acord que l'Haganà pogués cooperar amb les milícies Irgun de Menahem Beguín en la lluita contra els britànics. Ben-Gurion va acordar iniciar un pla per dur a terme el 1946 l'atemptat a l'Hotel King David, amb la intenció de comprometre (no matar) als militars britànics allí estacionats. Tanmateix, quan els riscos d'un assassinat en massa es va fer evident, Ben-Gurion li va dir a Beguín que avortés l'operació, però Beguín s'hi va negar.

## Vida política

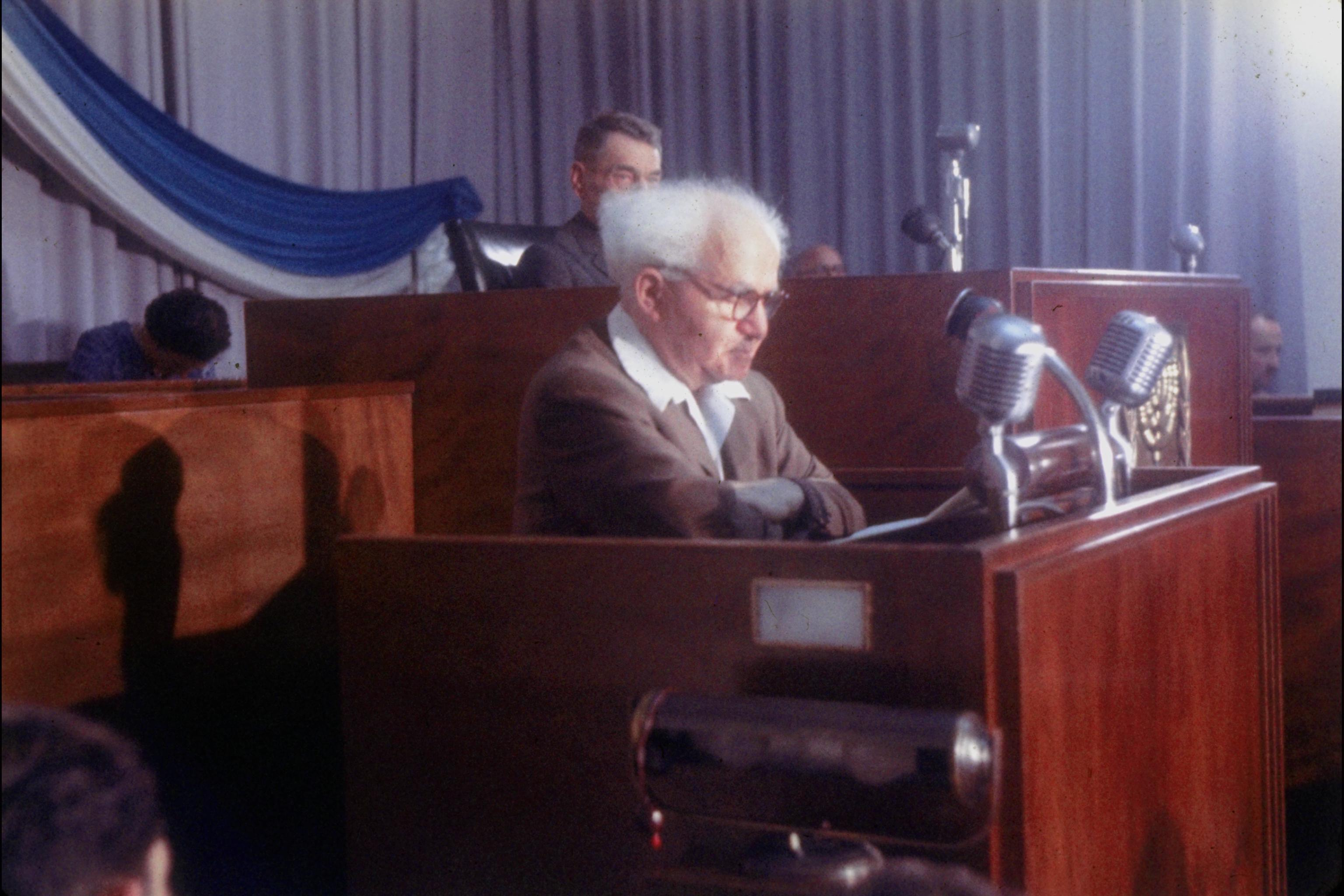
Ben-Gurion parlant a la Kenésset.

El dia 14 de maig de 1948, (el dia 5 del mes de Iar de 5708), Ben-Gurion va llegir a Tel-Aviv la declaració d'independència de l'Estat d'Israel. Immediatament després, el país va ser atacat per set estats àrabs - Egipte, Síria, Jordània, Líban, l'Iraq, Aràbia Saudita i el Iemen, en el que va ser el començament de la Guerra d'Independència d'Israel. Una de les seves primeres ordres, com a cap d'Estat de facto, va ser la d'unificar a tots els grups combatents hebreus, creant així les Forces de Defensa d'Israel, el Tsahal (per les seves sigles en hebreu). Ben-Gurion va atorgar una importància clau a la consolidació de les Forces Armades i a la desaparició de les milícies de l'Irgun prèvies a l'Estat, fins al punt que no va dubtar a fer bombardejar fins a enfonsar-lo el vaixell rebel "Altalena", amb Menahem Beguín a bord, per tal d'imposar la supremacia del nou estat, i impedir el caos que suposaria l'existència de grups armats independents.
El 25 de gener de 1949, encara sense haver acabat la guerra, van tenir lloc les primeres eleccions al parlament israelià, la Kenésset, de les quals Ben-Gurion va sorgir electe com a primer ministre, com a cap de llista del partit polític Mapai, que es va alçar amb 46 escons dels 120 en joc, i va ocupar també el càrrec de ministre de Defensa.
Ben-Gurion es va bolcar amb l'ímpetu que el caracteritzava per l'àrdua tasca de construir, estabilitzar i consolidar un país en permanent conflicte, semidespoblat, desproveït de matèries primeres o altres riqueses i extremadament heterogeni en la seva composició demogràfica. La seva peculiar percepció històrica, que combinava permanentment allò sublim amb allò mundà, el va portar a obrir de bat a bat les portes de la immigració jueva al nou estat, fins i tot a costa d'instal·lar les multituds nouvingudes en mísers caserius malmesos, i d'imposar un duríssim sistema de racionament de queviures i altres béns a tota la població, que es va perllongar fins a final dels anys 50. Producte d'aquest mateix realisme, va signar el 10 de setembre de 1952, amb el qui en aquell temps era canceller d'Alemanya Occidental, Konrad Adenauer, un extremadament controvertit acord d'indemnitzacions i rendes alemanyes, com a retribució inicial i parcial pels béns confiscats i pels treballs forçats - que no per les vides perdudes o el patiment causat als jueus en l'Holocaust - perpetrats per l'Alemanya nazi.

## El retir al desert
Una de les més conegudes idees de Ben-Gurion va ser la de veure poblar i florir a l'inhòspit desert del Nègueb, que ocupa gran part del sud d'Israel. Així, va renunciar al 7 de desembre de 1953 al seu càrrec de premier i a tots els altres llocs clau que exercia des de feia dècades, i es va mudar a una cabana construïda especialment per a ell i la seva inseparable esposa Paula, al meridional quibuts de Sedé Bóqer. Allà, es va dedicar a la lectura i a l'escriptura de llibres i memòries, a més de convertir la ultraconeguda cabana en una veritable meca de peregrinació de tots els estaments de la societat; especialment joves, amb qui mantenia un diàleg nodrit i fluid i als quals va voler servir d'exemple, i fins i tot estadistes estrangers el van visitar al desert durant el seu "exili". De tota manera, mai no es va arribar a deslligar del dia a dia polític: Ben-Gurion va ser molt criticat per seguir manipulant en l'ombra la política israeliana, fins al punt de minar l'autoritat del seu successor i antic ministre d'Exteriors sota el seu govern, el poc carismàtic Moshe Sharett.

## Segon període com a primer ministre

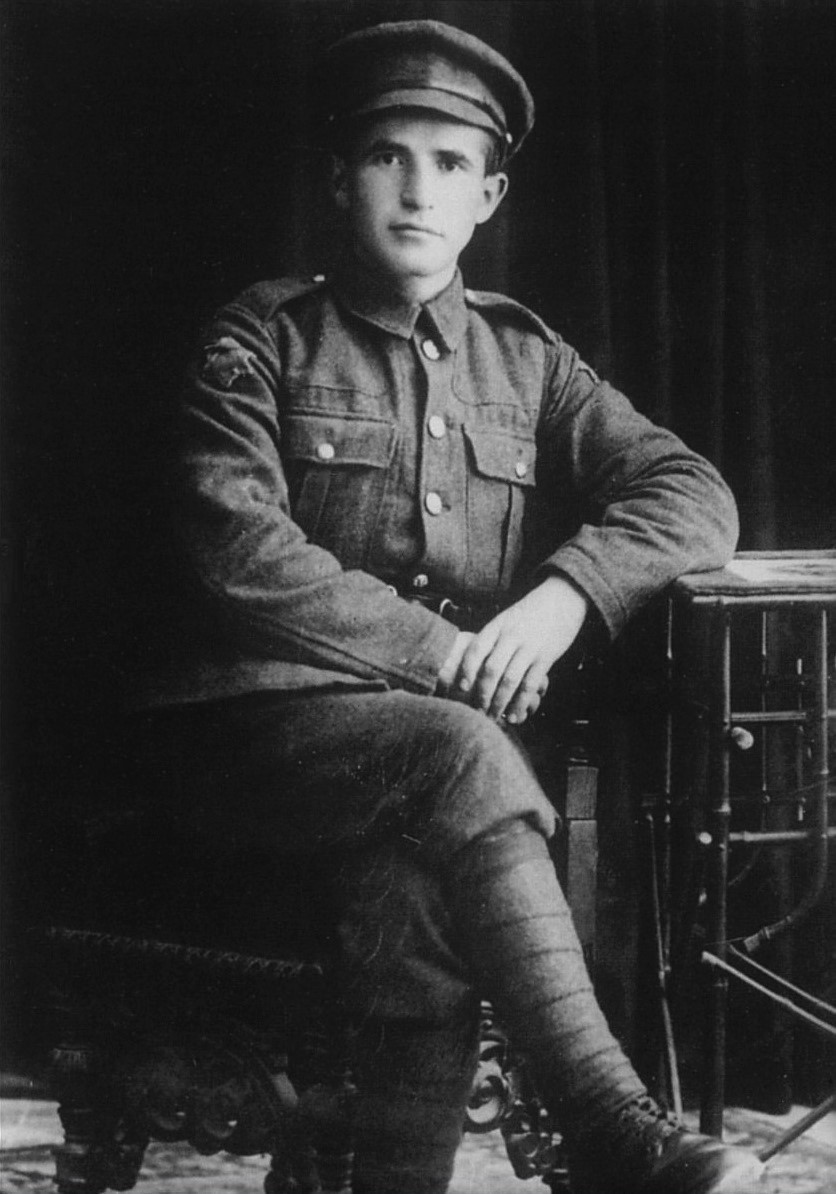
Ben-Gurion amb el seu uniforme de voluntari a la «Legió Jueva» de l'exèrcit anglès (1918).

Al cap de poc més d'un any de retir voluntari, el 21 de febrer de 1955 Ben-Gurion va decidir tornar a Jerusalem i reprendre el càrrec de ministre de Defensa sota el govern de Moshe Sharett, i ja el juliol del mateix any, fou novament elegit primer ministre. D'aquesta nova incursió en la vida política del país, se'n recorda principalment la seva campanya militar del Sinaí del 29 d'octubre al 5 de novembre de 1956, amb la Gran Bretanya i França com aliats; i en general, l'estrenyiment dels vincles entre aquest últim país i Israel, fins al punt d'una gran amistat entre Ben-Gurion i el president francès, el general Charles de Gaulle. En aquesta època, el seu govern va començar el desenvolupament secret del Centre d'Investigació Nuclear del Nègueb, projecte encaminat i desenvolupat pel jove secretari de Defensa i mà dreta de Ben-Gurion per aquells anys, Ximon Peres.
A les acaballes de la seva intensa vida política, es va embrancar en acèrrims combats intestins amb diversos rivals polítics al si del Partit Laborista, tot a causa del fracàs d'un intent de manipulació de l'espionatge israelià a Egipte, conegut com "el cas Lavon", pel seu successor com a ministre de Defensa, Pinhàs Lavon, de qui es creu que va donar la malaguanyada ordre. Si bé els successos varen ocórrer durant el retir de Ben-Gurion al Nègueb, els seus efectes van començar a filtrar-se a l'opinió pública a principis dels anys 60. Aquestes lluites internes, i algunes decisions impopulars interpretades com a despòtiques, minaren notablement la imatge de Ben-Gurion dins del seu partit i en l'opinió pública, i el van portar a la renúncia definitiva al seu càrrec de primer ministre, el 16 de juny de 1963, als 77 anys.

## Últims anys
La vellesa no només no va apaivagar la iracúndia del vell líder, sinó al contrari, el va portar a aferrissades discussions i profunds desacords amb els seus correligionaris laboristes, que el van portar, als 79 anys, a enemistar-se amb els seus antics amics i companys Moshe Sharett i Leví Eixkol, i a abandonar d'un cop de porta el Partit Laborista, creant un nou partit, Rafi (sigles en hebreu de "Llista de Treballadors d'Israel"), secundat per Ximon Peres i Moixé Dayan. El nou partit va obtenir 10 escons en les eleccions a la sisena legislatura del 2 de novembre de 1965, menys de la meitat del que Ben-Gurion esperava.
Quan els seus nous correligionaris de Rafi van decidir tornar a unir-se amb el Laborisme, Ben-Gurion va preferir quedar només com bancada d'un sol home. Per a les eleccions a la setena Kenésset del 28 de novembre de 1969, a l'edat de 83 anys, i sense donar-se per vençut amb tal de no tornar amb els seus excompanys, va fundar un nou partit, el Partit Institucional, que va obtenir 4 escons d'un total de 120.
El 1970, cansat ja de tants enfrontaments, va tornar a la seva cabana de Sedé Bóqer, sense la seva muller Paula, que havia mort el 1968. Els seus últims anys els va passar al seu desert estimat, dedicat a la lectura de la Bíblia, a la gimnàstica Feldenkrais i a escriure les seves memòries. Lúcid i ficat en la vida pública fins a la fi dels seus dies, després de la Guerra dels Sis Dies, va ser partidari de retornar tots els territoris conquerits al final de la contesa, excepte Jerusalem oriental i els alts del Golan, a canvi d'una "pau veritable" amb els veïns àrabs.
David Ben-Gurion va morir l'1 de desembre de 1973 (6 de Kislev de 5734). La seva tomba, és al costat de la de la seva esposa Paula, en un desert que pretengué convertir en enclavament jueu i en el qual visqué gran part de la seva vida.

## El pensament de Ben-Gurion

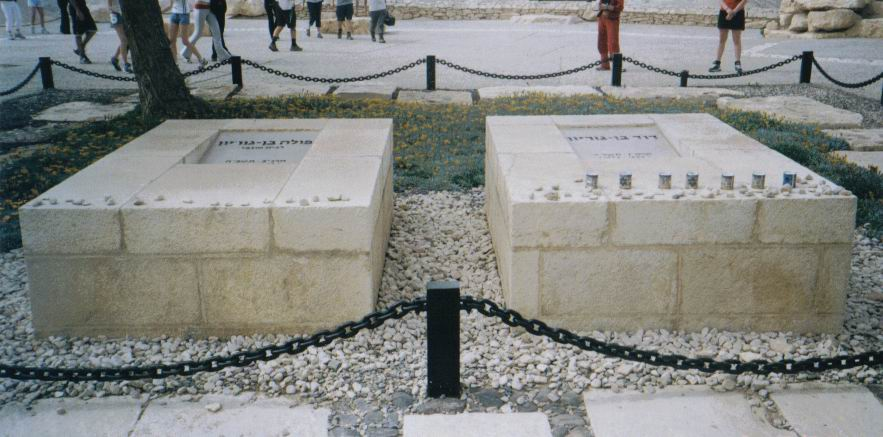
La tomba de Paula (a l'esquerra) i David Ben-Gurion. Midreshet Ben-Gurion, desert del Nègueb, Israel.

Ben-Gurion fou un dels primers dirigents sionistes que va intentar desentranyar el rebuig total dels àrabs a l'Estat d'Israel, i fins i tot es va embarcar en la dura tasca d'arribar a una reconciliació entre ambdós contendents pel mateix tros de terra. Les seves posicions van ser sempre d'un cru realisme, a costa d'exposar-se a l'acèrrima crítica dels seus opositors de la dreta sionista o dels corrents jueus religiosos. El seu primer interès sempre fou la creació d'una pàtria per als jueus, que oferís refugi segur davant qualsevol persecució, i només en segon lloc, les pretensions territorials: «Prefereixo la unitat del poble jueu a la unitat territorial d'Israel», va dir. Fidel a pròpies conviccions, va estar sempre disposat a recórrer un llarg tros en forma de concessions a canvi de la pau amb els veïns àrabs, encara que considerava que la condició sine qua non per a una pau duradora, era un Estat d'Israel fort, autosuficient i respectat pels altres països de la regió.

Ben-Gurion va reconèixer el fort arrelament dels àrabs palestins a la terra, però confiava que es podria superar amb el temps. En una conversa sobre "el problema àrab" el 1956, Nahum Goldman va escriure unes declaracions de Ben-Gurion:
| « | "Per què els àrabs han de fer la pau? Si jo fos un líder àrab mai arribaria a un acord amb Israel. Això és natural: hem pres el seu país... Hi ha hagut antisemitisme, els nazis, Hitler, Auschwitz, però va ser culpa seva? Ells només veuen una cosa: hem arribat aquí i hem robat el seu país. Per què acceptar això? És possible que potser s'oblidi en una o dues generacions, però de moment no n'hi ha cap oportunitat. Per tant, és simple: cal mantenir-se forts i mantenir un poderós exèrcit". | » |

Nahum Goldman, president del Congrés Jueu Mundial va criticar a Ben-Gurion pel que Goldman veu com la seva confrontació amb el món àrab: Goldman escriu que "Ben-Gurion és el principal responsable de la lluita contra la política àrab, perquè va ser ell qui va modelar el pensament de generacions d'israelians".
L'opinió de Ben-Gurion de l'avaluació dels sentiments àrabs va portar a insistir en la necessitat de construir la força militar jueva que comptava amb el suport de Simha Flapan, que cita com Ben-Gurion havia declarat l'any 1938: "Crec en el nostre poder, en el nostre poder que ha de créixer, i si realment creix, l'acord arribarà...".
Ben-Gurion sempre va tenir consciència cabdal del seu lloc en la història: així va ser que es va encarregar de documentar les seves activitats en un enorme i ordenat patrimoni, mentre que els seus diaris personals abasten centenars de milers de pàgines. Motivat tant pel desig d'excel·lència en el lideratge com per les seves ànsies de saber, va ser un àvid lector, particularment d'història i filosofia política i religiosa: la seva biblioteca personal comptava amb uns 20.000 volums. Els seus viatges pel món el van convertir en poliglot, encara que no menys importància va tenir el seu perfeccionisme en tot allò que captivava la seva curiositat: va arribar fins i tot a estudiar grec antic només per poder llegir Plató en l'idioma original, i castellà per fer el mateix amb El Quixot.

## Alguns escrits de Ben-Gurion
- Rebirth and Destiny of Israel, NYC, Philosophical Library, 1954. ASIN B0007DEAM4
- Israel, Years of Challenge, Holt, Rinehart & Winston, 1963. ASIN B0006AYTWY
- Days of David Ben-Gurion: Seen in photographs and with text from his speeches and writings, Grossman, 1967. ASIN B0007DN1WY
- Memoirs, World Pub Co., 1970. ASIN B0006C5F3O
- Israel: A personal history, Funk & Wagnalls, 1971. ASIN B0006CBC86
- Letters to Paula, University of Pittsburgh Press, 1972. ISBN 0-8229-1102-7
- Ben Gurion looks at the Bible, Jonathan David Pub., 1972. ISBN 0-8246-0127-0
- My Talks with Arab Leaders, Okpaku Communications Corp., 1973. ISBN 0-89388-076-0
- The Jews in their Land, Aldus Books, 1974. ISBN 0-490-00260-9
- Ben-Gurion looks back, Schoken, 1988. ISBN 0-8052-0274-9